# Hyles zygophylli
The Bean-caper Hawkmoth (Hyles zygophylli) là một loài bướm đêm thuộc họ Sphingidae. Nó được tìm thấy ở miền tây và miền đông Thổ Nhĩ Kỳ, Armenia, miền đông Transcaucasia, Daghestan, miền bắc Syria, miền bắc Iran, Turkmenistan, Kazakhstan, Uzbekistan, Kyrgyzstan, Tajikistan và miền bắc Afghanistan. Nó cũng được tìm thấy ở western, miền bắc và central Xinjiang Province phía đông đến Shaanxi Province và phía bắc đến Mông Cổ. There is one record of a vagrant from Croatia.
Sải cánh dài 60–75 mm. Con lớn mọc cánh từ cuối tháng Tư đến giữa tháng 7 hoặc tháng tám và tháng chín đôi khi giữa hai hoặc ba thế hệ. Trongkhu vực miền núi mát, chúng mọc cánh trong tháng Sáu và tháng Bảy, với một thế hệ thứ hai một phần vào cuối tháng chín hoặc tháng mười.
Ấu trùng ăn Zygophyllum fabago và other Zygophyllum species such as Zygophyllum oxianum. They possibly also feed on flower-heads of Eremurus. Larvae have also been reared on Tribulus species.